# 아스카니오 스포르차
아스카니오 마리아 스포르차 비스콘티(이탈리아어: Ascanio Maria Sforza Visconti, 1455년 3월 3일 - 1505년 5월 28일)는 로마 가톨릭교회의 이탈리아인 추기경이며, 일반적으로 로드리고 보르자가 교황 알렉산데르 6세로 선출되었을 당시 주요 역할을 한 노련한 외교가로 알려졌다.

## 일대기

### 초년 시절
아스카니오 스포르차는 롬바르디아주의 크레모나에서 태어났다. 그의 아버지는 밀라노 공작 프란체스코 스포르차이며, 어머니는 비안카 마리아 비스콘티이다. 또한, 두 명의 밀라노 공작 갈레아초 마리아 스포르차와 루도비코 스포르차는 그와 형제지간이다. 피레포는 아스카니오에게 정치와 문학을 가르친 교사이다. 그 밖에 집안에서 추기경이 된 사람들로는 아스카니오 스포르차 디 산타 피오라(1534), 알레산드로 스포르차(1565), 프란체스코 스포르차(1508), 페데리코 스포르차(1645) 등이 있다.
10살 때, 아스카니오는 일시적 성직급을 받는 아빠스로 임명되었다. 청년 시절에 아스카니오는 기욤 데스투투빌로부터 추기경 자리를 약속받았는데, 당시 기욤은 1471년 자신의 교황좌 착좌를 위해 갈레아초 마리아 스포르차의 지지를 얻고자 그러한 약속을 한 것이었다. 최종적으로 교황관이 프란체스코 델라 로베레(교황 식스토 4세)에게 주어지면서, 아스카니오의 추기경 서임은 지연되었다.

### 주교 시절
아스카니오는 1479년 9월 파비아 교구장으로 서품받았으며 이후 평생 교구장직을 유지하였다. 1484년 아스카니오를 대신해서 루도비코 스포르차가 아스카니오의 추기경단 가입을 요구하는 크레모나 의회에 참석하였다.

### 추기경 시절
1484년 3월 17일, 교황 식스토 4세는 아스카니오를 부제급 추기경에 서임하였다. 같은 해 8월 23일, 식스토 4세의 선종한 지 며칠이 지나서 아스카니오는 로마에 들어왔다. 공식 서임식은 열리지 않았으며 일부 추기경들은 곧 있을 콘클라베에 그가 참여하는 문제에 대해 강하게 반대의사를 제기하였다. 하지만, 로드리고 보르자 추기경의 개입으로 말미암아 아스카니오는 추기경으로서의 권한을 온전히 받게 되었고, 조반니 치보가 교황 인노첸시오 8세로 선출된 교황 선거에도 참여하였다.
그의 주요 업적은 나폴리의 페르디난도 1세와 스포르차 일족 간에 화해를 성립시킨 것이다. 1486년 3월, 아스카니오는 로마 주재 프랑스 대사인 장 발뤼 추기경과 대립하였다. 장 발뤼 추기경은 교황이 르네 드 앙주에게 나폴리 왕위에 대한 권리를 되찾아 주어야 한다고 주장하였다. 보통은 휘하 성직자들의 일에 간섭하기를 꺼렸던 교황 인노첸시오 8세도 두 사람의 다툼이 너무 심해지자 그만 싸움을 멈추라고 지시하였다.
아스카니오는 1486년 7월 28일에 크레모나 교구의 행정관으로 임명되어 그 직위를 죽을 때까지 유지하였다. 1487년에는 페사로 교구의 행정관을 겸임하여 1491년 5월까지 유지하였다.
아스카니오는 나폴리와 밀라노의 동맹을 체결하려고 노력한 결과, 1492년 5월 페란테의 손자인 카푸아의 페르디난도와 트라스테베레에 있는 그의 궁전에서 접견할 수 있었다. 나폴리 왕자를 주빈으로 해서 열린 만찬은 너무나도 호사스러웠는데, 스테파모 인페수라에 따르면, 자신이 그 만찬의 화려함에 대해 아무리 말해봤자 아무도 자기 말을 믿지 않으리라고 할 정도였다고 한다.

### 교황청 부상서원장
1492년 8월에 열린 콘클라베에서 아스카니오는 자신의 피선이 무위로 돌아가자 로드리고 보르자와 제휴하여 그에게 표를 던지겠다고 약속하고, 그 대가로 교황청 부상서원장 직위를 약속받았다. 아스카니오의 능수능란한 말솜씨는 다른 추기경들을 포섭하여 로드리고가 교황에 선출되는 데 도움이 되었다. 로드리고는 알렉산데르 6세 교황이 되고 나서, 아스카니오를 교황청 부상서원장에 임명하여 그를 사실상 교황령의 총리로 만들었다. 1492년 8월 31일에는 에게르 수도대주교좌의 행정관으로 임명되어 1497년 6월까지 유지하였다. 1493년, 아스카니오는 자기 집안과 교황의 집안 사이의 관계를 돈독히 하고자 자신의 조카인 페사로 백작 조반니 스포르차에게 교황의 사생아인 루크레치아 보르자와의 혼인을 주선하였다.

### 프랑스의 침공
아스카니오 추기경은 1494년 엘르네 교구를 할당받아 1495년 5월까지 사목하였다. 아스카니오와 알렉산데르 6세의 관계는 1494년 9월 프랑스가 이탈리아를 침공하면서 교착 상태가 되었다. 줄리아노 델라 로베레 추기경이 자신에게 대항하려 한다는 음모를 알아차린 알렉산데르 6세는 프랑스에 저항하기로 하였다. 루도비코 스포르차는 비밀리에 프랑스의 샤를 8세 국왕과 동맹을 맺었으며, 아스카니오는 몇몇 추기경과 함께 교황을 배신하여 델라 로베레 추기경의 영향을 받아 그에게 퇴위를 요구하였다. 교황이 프랑스 국왕을 상대로 승리를 거두자, 프랑스에 버림받은 밀라노 세력과 아스카니오는 다시 한 번 바티칸에 받아들여졌다. 아스카니오는 그러나 예전처럼 교황에게 영향력을 행사하지는 못하였다. 1497년에 교황의 사생아인 후안 보르자가 칼에 찔려 살해당한 사건이 일어나자, 뒤이어 열린 추기경회의에서 아스카니오가 의심을 받아 살인 혐의로 기소되었다. 그러나 곧바로 교황은 아스카니오의 결백을 공표했다.
프랑스가 이탈리아를 다시 침공했을 때, 아스카니오는 루도비코 스포르차의 몰락과 구금(1500년)을 그저 무력하게 지켜보았다. 1500년 6월 15일, 아스카니오는 프랑스에 호송되어 리옹에 구금되었다가 나중에 투르드부르주로 옮겨졌다. 1월 3일, 아스카니오는 프랑스 국왕의 허가 없이는 프랑스 땅을 떠나지 않겠다는 약속을 하고 석방되었다. 그는 1503년 9월 열린 콘클라베에 참석하여 줄리아노 델라 로베레와 프랑스 세력의 지지를 받은 조르주 앙부아즈 추기경에 맞서 싸워 알렉산데르 6세의 후임자가 되려고 헛수고하였다. 교황 비오 3세(프란체스코 피콜로미니)가 즉위한 지 26일 만에 선종하자, 아스카니오 추기경은 1503년 10월 교황 선출을 위해 열린 콘클라베에 다시 참석하였으나 줄리아노 델라 로베레(교황 율리오 2세)에게 패배하였다. 좌절을 연거푸 경험한 아스카니오는 1505년 5월 25일 쉰 살의 나이로 로마에서 선종하였다. 율리오 2세는 산타 마리아 델 포폴로 성당 내 마조레 경당에 아스카니오 추기경의 무덤을 만들라고 지시하였다.